# Club Atlético de Madrid B
Maillots
Le Club Atlético de Madrid B est l'équipe de football réserve de l'Atlético de Madrid, créée en 1963. Connue jusqu'en 1991 comme le Atlético Madrileño Club de Fútbol, l'équipe évolue au Mini Estadio Cerro del Espino, une enceinte de 3 376 places située à Majadahonda dans la banlieue de Madrid.

## Histoire
Le club est fondé en 1963 sous le nom de Reyfra Atlético Club. En 1970, le club fusionne avec le Aviaco Madrileño CF lui-même issu d'une fusion du Madrileño CF et de l'AD Aviaco en 1967.
Le nouveau club (Atlético Madrileño Club de Fútbol) devient alors la réserve de l'Atlético de Madrid. En 1991, le club devient le Club Atlético de Madrid B qui est son nom actuel.

## Palmarès

### Tournois nationaux
- Coupe de la Ligue de Deuxième Division : 1 titre
  - Champion : 1983 .
  - Finaliste : 1985 .
- Segunda División : 0 titre.
  - Finaliste : 1998/99 .
- Segunda División B : 3 titres
  - Champion : 1988/89 , 2000/01 , 2003/04 .
- Tercera División de España : 1 titre
  - Champion : 2016-17 .

### Tournois amicaux
- Trofeo Ciudad de Puertollano: (5) 1986, 1999, 2001, 2002 2005
- Trofeo Cervantes (3): 1978, 1989, 1997.
- Trofeo Alcarria (2): 1975, 1976.
- Trofeo Puchero (2): 1985, 1994
- Trofeo Ciudad de Ávila (2): 1992 2019
- Trofeo del Vino (Socuéllamos) (1): 1970.
- Trofeo Bodas de Oro C.D.C. Moscardó (1): 1970.
- Trofeo Feria de Toledo (1) : 1977.
- Trofeo Carabela de Plata (1) : 1980.
- Trofeo Ciudad de Benavente (1): 1980.
- Trofeo Ciudad de Motril (1): 1982.
- Trofeo Villa de Leganés (1): 1986.
- Trofeo Feria de San Julián (Cuenca): (2): 1971, 1999.
- Trofeo Nicolás Brondo (1): 2008.
- Trofeo de la Uva y el Vino (1): 2004.
- Trofeo Luis Martínez (1): 2012.
- Memorial Manolo Preciado (1): 2014.
- Trofeo de la Sal (1): 2019

## Championnats disputés
| Saison    | Division           | Place | Copa del Rey |
| --------- | ------------------ | ----- | ------------ |
| 1970-1971 | Tercera División   | 5e    | -            |
| 1971-1972 | Tercera División   | 3e    | 3e tour      |
| 1972-1973 | Tercera División   | 2e    | 1er tour     |
| 1973-1974 | Tercera División   | 11e   | 3e tour      |
| 1974-1975 | Tercera División   | 10e   | -            |
| 1975-1976 | Tercera División   | 5e    | 3e tour      |
| 1976-1977 | Tercera División   | 5e    | -            |
| 1977-1978 | Segunda División B | 11e   | -            |
| 1978-1979 | Segunda División B | 10e   | -            |
| 1979-1980 | Segunda División B | 2e    | -            |
| 1980-1981 | Segunda División   | 14e   | 3e tour      |
| 1981-1982 | Segunda División   | 10e   | 8e de finale |
| 1982-1983 | Segunda División   | 13e   | 2e tour      |
| 1983-1984 | Segunda División   | 14e   | 1er tour     |
| 1984-1985 | Segunda División   | 14e   | 3e tour      |
| 1985-1986 | Segunda División   | 20e   | 2e tour      |
| 1986-1987 | Segunda División B | 14e   | 2e tour      |
| 1987-1988 | Segunda División B | 11e   | 3e tour      |
| 1988-1989 | Segunda División B | 1er   | 2e tour      |
| 1989-1990 | Segunda División   | 20e   | 2e tour      |

| Saison    | Division              | Place   |
| --------- | --------------------- | ------- |
| 1990-1991 | Segunda División B    | 8e      |
| 1991-1992 | Segunda División B    | 7e      |
| 1992-1993 | Segunda División B    | 7e      |
| 1993-1994 | Segunda División B    | 6e      |
| 1994-1995 | Segunda División B    | 9e      |
| 1995-1996 | Segunda División B    | 4e      |
| 1996-1997 | Segunda División      | 12e     |
| 1997-1998 | Segunda División      | 9e      |
| 1998-1999 | Segunda División      | 2e      |
| 1999-2000 | Segunda División      | 17e     |
| 2000-2001 | Segunda División B    | 1er     |
| 2001-2002 | Segunda División B    | 10e     |
| 2002-2003 | Segunda División B    | 12e     |
| 2003-2004 | Segunda División B    | 1er     |
| 2004-2005 | Segunda División B    | 6e      |
| 2005-2006 | Segunda División B    | 9e      |
| 2006-2007 | Segunda División B    | 14e     |
| 2007-2008 | Segunda División B    | 10e     |
| 2008-2009 | Segunda División B    | 13e     |
| 2009-2010 | Segunda División B    | 7e      |
| 2010-2011 | Segunda División B    | 11e     |
| 2011-2012 | Segunda División B    | 5e      |
| 2012-2013 | Segunda División B    | 7e      |
| 2013-2014 | Segunda División B    | 16e     |
| 2014-2015 | Segunda División B    | 18e     |
| 2015-2016 | Tercera División      | 4e      |
| 2016-2017 | Tercera División      | 1er     |
| 2017-2018 | Segunda División B    | 10e     |
| 2018-2019 | Segunda División B    | 3e      |
| 2019-2020 | Segunda División B    | 3e      |
| 2020-2021 | Segunda División B    | 8e / 4e |
| 2021-2022 | Tercera División RFEF | 1er     |
| 2022-2023 | Segunda Federación    | 1er     |
| 2023-2024 | Primera Federación    | 9e      |
| 2024-2025 | Primera Federación    |         |

- 11 saisons en Segunda División (D2)
- 32 saisons en Tercera División[3] puis Segunda División B puis Primera RFEF (D3)
- 10 saisons en Tercera División puis Segunda División RFEF (D4)
- 1 saison en Tercera División RFEF (D5)

## Effectif actuel
Mise à jour au 29 août 2023